# Тоса (Коті)
То́са (яп. 土佐市, とさし, МФА: [tosa ɕi̥]?) — місто в Японії, в префектурі Коті. Розташоване в південній частині префектури.    Отримало статус міста 1959 року. Площа становить 91,59 км². Станом на 1 липня 2012 року населення складало 28 440  осіб, густота населення — 311 осіб/км².     

## Демографія
Згідно з даними перепису населення Японії, населення Тоса почало нарощувати скорочення з початку 2000-х. Станом на 1 жовтня 2020 року населення складало 25 732 осіб, з яких чоловіків — 12 384 осіб, жінок — 13 348 осіб. Густота населення — 281,2 осіб/км².